# Nikodemus Schnabel
Dr. P. Nikodemus Schnabel, OSB (* 11. prosince 1978 Stuttgart) je německý katolický duchovní a mnich, ov letech 2021–2023 Patriarchální vikář pro migranty a utečence v Latinském patriarchátu jeruzalémském a od roku 2023 opat kláštera Dormitio v Jeruzalémě

## Stručný životopis
Pochází z evangelické rodiny, ve 13 letech přešel ke katolicismu. Filosofii a katolickou teologii vystudoval ve Fuldě, v Mnichově, Münsteru a Jeruzalémě, v roce 2002 se stal magistrem teologie. V roce 2003 vstoupil do benediktinského opatství Dormitio na hoře Sion v Jeruzalémě a přijal řeholní jméno Nikodém. Roku 2013 složil slavné sliby a přijal jáhenské i kněžské svěcení, v roce 2014 obhájil doktorskou práci z oboru liturgiky na vídeňské univerzitě. Ve svém opatství byl podpřevorem, ceremoniářem, je rektorem kostela a vede studijní program „Teologický studijní rok v Jeruzalémě“. Od 26. srpna 2018 byl převorem-administrátorem svého opatství, a to až do zvolení nového opata v roce 2018. Od roku 2011 je ředitelem Jeruzalémského institutu Görresovy společnosti. V roce 2016 se stal rytířem Božího hrobu. Od 1. září 2021 zastává funkci Patriarchálního vikáře pro migranty a utečence v Latinském patriarchátu jeruzalémském. Dne 3. února 2023 byl zvolen opatem benediktinského kláštera v Jeruzalémě. 

## Dílo
- Nikodemus Schnabel, Die liturgischen Gewänder und Insignien des Diakons, Presbyters und Bischofs in den Kirchen des byzantinischen Ritus. Echter Verlag, Würzburg 2008, ISBN 978-3-429-03002-5.
- Nikodemus Schnabel, Laetare Jerusalem. Festschrift zum 100jährigen Ankommen der Benediktinermönche auf dem Jerusalemer Zionsberg. Aschendorff Verlag, 2006, ISBN 978-3-402-07509-8.
- Nikodemus Schnabel, Um Zions willen, Top Touch Jerusalem 2010, ISBN 978-965-7373-00-2 (deutsch)
- Nikodemus Schnabel, For Zion’s sake, Top Touch Jerusalem 2010, ISBN 978-965-7373-01-9 (englisch)
- Nikodemus Schnabel, Die liturgische Verehrung der Heiligen des Alten Testaments in der lateinischen Kirche. Versuch einer historischen und ökumenischen Spurenlese., Wien 2013 (Dissertation)
- Nikodemus Schnabel, Zuhause im Niemandsland. Mein Leben im Kloster zwischen Israel und Palästina., Herbig-Verlag München 2015, ISBN 978-3-7766-8200-7
- Nikodemus Schnabel (Hrsg.), Katharina D. Oppel (Hrsg.), Joachim Braun (Hrsg.), Nikolaus Egender (Autor), Vermächtnis Heiliges Land (= Festgabe zum 95. Geburtstag) (= Jerusalemer Theologisches Forum, Band 30), Aschendorff Verlag, Münster 2018, ISBN 978-3-402-11043-0.
- Nikodemus Schnabel, #FragEinenMönch: 100 Fragen (und unzensierte Antworten), ‎adeo Verlag 2021, ISBN 9783863343095